# Eurhadina punjabensis
Eurhadina punjabensis är en insektsart som beskrevs av Irena Dworakowska 1969. Eurhadina punjabensis ingår i släktet Eurhadina och familjen dvärgstritar. Inga underarter finns listade i Catalogue of Life.